# Viñayo
Viñayo es una localidad española perteneciente al municipio de Carrocera, en la provincia de León, comunidad autónoma de Castilla y León.

## Geografía

### Ubicación
| Noroeste: Vega de Caballeros  | Norte: Piedrasecha       | Noreste: Cuevas de Viñayo    |
| Oeste: Garaño                 |                          | Este: Carrocera              |
| Suroeste Canales-La Magdalena | Sur: Otero de las Dueñas | Sureste: Otero de las Dueñas |

## Demografía
Evolución de la población
| Gráfica de evolución demográfica de Viñayo entre 2000 y 2017       |
|                                                                    |
| Población de derecho (2000-2017) según el padrón municipal del INE |